# Michael Pakenham Edgeworth
Michael Pakenham Edgeworth (1812 - 1881) foi um botânico irlandês, especializado em plantas do gênero samambaia e espermatófitas .
Trabalhou na Administração Colonial da India de 1831 a 1881, ocupando o cargo de comissário na região do Punjab em 1850. Recolheu espécies de flora no Iêmen, Ceilão e na Índia.

## Publicações
No campo da botânica Edgeworth escreveu:
- Descriptions of Some Unpublished Species of Plants from North-Western India (R.Taylor, 1851)[1]
- Catalogue of Plants found in the Banda district, 1847-49, pp.60.8 (Journal of the Asiatic Society of Bengal, Calcutta 1852, Vol. xxi.)[2]
- Pollen (Hardwicke + Bogue, 1877)[1]

## Reconhecimentos

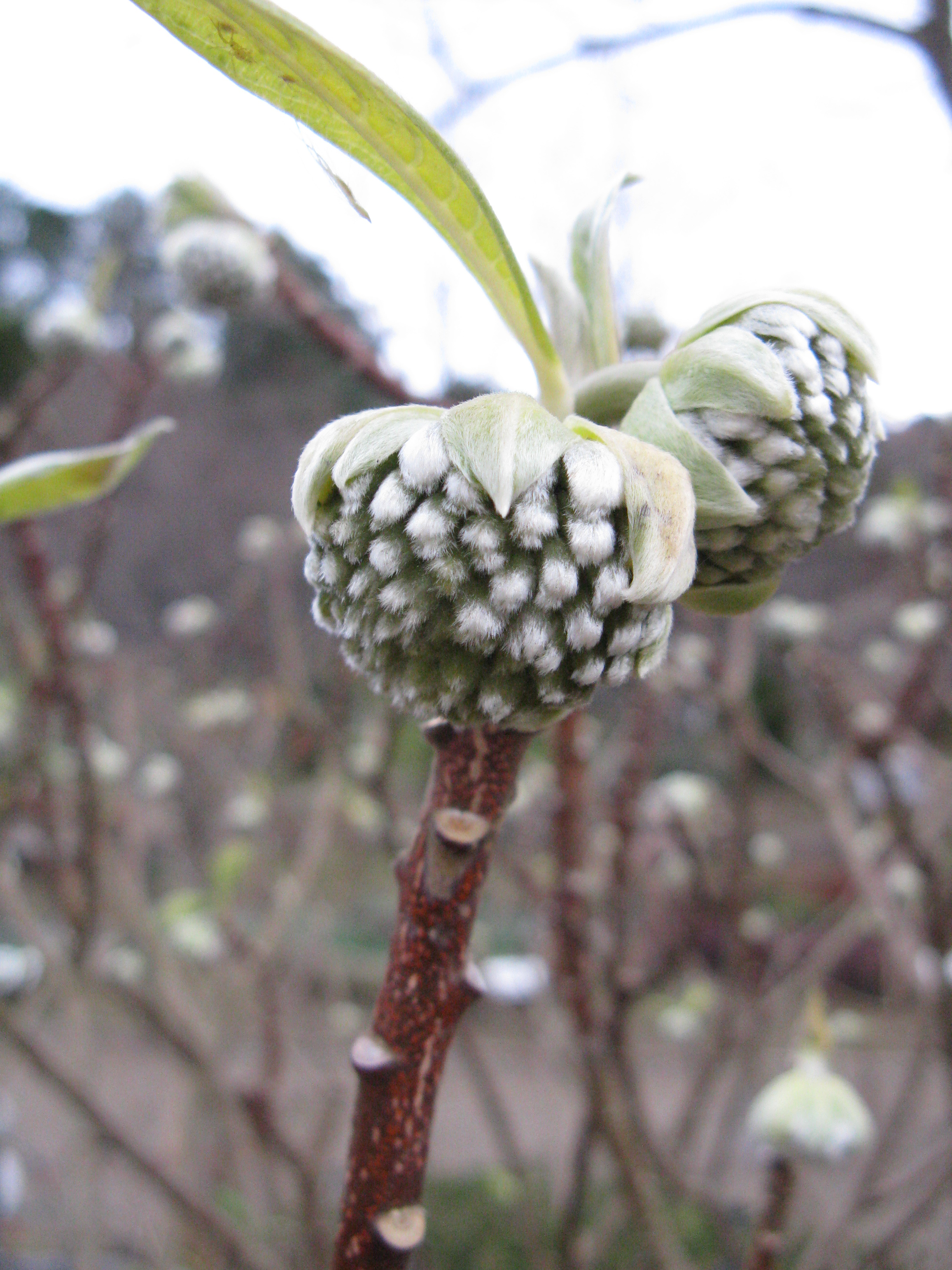
Edgeworthia chrysantha.

O género Edgeworthia Meisn. recebeu o seu nome. Foi eleito como membro da Linnean Society of London.